# Чемпіонат Європи з футболу 1960 (склади команд)/СРСР

## Складзбірної СРСРнаЧемпіонаті Європи 1960року
| №               | Гравець              | Клуб (у 1960)        | Дата народження   | Вік      | Ігор                        | Голів                       |                             |
| Воротарі        | Воротарі             | Воротарі             | Воротарі          | Воротарі | Воротарі                    | Воротарі                    | Воротарі                    |
| --------------- | -------------------- | -------------------- | ----------------- | -------- | --------------------------- | --------------------------- | --------------------------- |
|                 | Лев Яшин             | Динамо (Москва)      | 22 жовтня 1929    | 30       | 30                          |                             |                             |
|                 | Володимир Маслаченко | Локомотив (Москва)   | 5 березня 1936    | 24       | 1                           |                             |                             |
| Захисники       |                      |                      |                   |          |                             |                             |                             |
|                 | Володимир Кесарєв    | Динамо (Москва)      | 26 лютого 1930    | 30       | 13                          |                             |                             |
|                 | Гіві Чохелі          | Динамо (Тбілісі)     | 27 червня 1937    | 23       | 0                           |                             |                             |
|                 | Анатолій Масльонкін  | Спартак (Москва)     | 27 червня 1930    | 30       | 15                          | 1                           |                             |
|                 | Анатолій Крутіков    | Спартак (Москва)     | 21 вересня 1933   | 26       | 2                           |                             |                             |
| Півзахисники    |                      |                      |                   |          |                             |                             |                             |
|                 | Юрій Войнов          | Динамо (Київ)        | 29 листопада 1931 | 28       | 20                          | 3                           |                             |
|                 | Ігор Нетто           | Спартак (Москва)     | 9 січня 1930      | 30       | 35                          | 4                           |                             |
|                 | Віктор Царьов        | Динамо (Москва)      | 2 червня 1931     | 29       | 11                          |                             |                             |
| Нападники       |                      |                      |                   |          |                             |                             |                             |
|                 | Слава Метревелі      | Торпедо (Москва)     | 30 травня 1936    | 24       | 4                           | 1                           |                             |
|                 | Валентин Іванов      | Торпедо (Москва)     | 19 листопада 1934 | 25       | 26                          | 13                          |                             |
|                 | Віктор Понєдєльнік   | СКА (Ростов-на-Дону) | 22 травня 1937    | 23       | 1                           | 3                           |                             |
|                 | Валентин Бубукін     | Локомотив (Москва)   | 23 квітня 1933    | 27       | 3                           | 2                           |                             |
|                 | Михайло Месхі        | Динамо (Тбілісі)     | 12 січня 1937     | 23       | 3                           | 1                           |                             |
|                 | Юрій Ковальов        | Динамо (Київ)        | 6 лютого 1934     | 26       | 1                           |                             |                             |
|                 | Заур Калоєв          | Динамо (Тбілісі)     | 24 березня 1931   | 29       | 0                           |                             |                             |
|                 | Герман Апухтін       | ЦСКА                 | 12 червня 1936    | 24       | 3                           |                             |                             |
| Головний тренер |                      |                      |                   |          |                             |                             |                             |
| СРСР            | Гаврило Качалін      |                      | 4 січня 1911      | 49       | Середній вік гравців: 26,53 | Середній вік гравців: 26,53 | Середній вік гравців: 26,53 |
|                 |                      |                      |                   |          |                             |                             |                             |

| Гравців національного чемпіонату: | Гравців національного чемпіонату:                   | 17    |
|                                   | Спартак (Москва), Динамо (Москва), Динамо (Тбілісі) | 3     |
|                                   | Динамо (Київ), Локомотив (Москва), Торпедо (Москва) | 2     |
|                                   | ЦСКА (Москва), СКА (Ростов-на-Дону),                | по 1  |
| Легіонерів:                       | Легіонерів:                                         | немає |